# Inspiración (película de 2001)
Inspiración escrita y dirigida por Ángel M. Huerta, es una película mexicana del año 2001 que marcó el debut cinematográfico de los actores Arath de la Torre y Bárbara Mori. Considerada la primera comedia romántica del cine mexicano. Fue filmada en su totalidad en la ciudad de Monterrey. La película fue distribuida por la 20th Century Fox.

## Argumento
La película “Inspiración” es un largometraje elaborado por jóvenes mexicanos que proyecta la visión de la vida, el amor y la amistad entre un joven y una muchacha que se encuentran casualmente en una disco. Es una película en la que Gabriel (interpretado por Arath de la Torre) se enamora de Alejandra (interpretada por Bárbara Mori) y donde podemos ver las influencias de los buenos amigos. Gabriel es un joven tranquilo y simpático que nunca se había enamorado de nadie. A Alejandra le gusta Gabriel pero solo como amigo. La crisis y el conflicto se vuelven color negro por la decepción de Gabriel, al no concretarse la relación de noviazgo con Alejandra. Sumando a esto un toque alegre y chusco, se suscita un giro libre de emociones y sentimientos encontrados. Escrita y dirigida por Ángel M. Huerta. Producida por Rogelio Gonzáles Valderrama.

## Actores
- Bárbara Mori - Alejandra
- Arath de la Torre - Gabriel
- Adriana Lavat - Adriana
- Rodrigo Oviedo - Rodrigo
- Gabriel Román Gómez
- Nena Delgado - Recepcionista de escuela de música
- Eryka Foz - Mujer en restaurante
- Ana Valdés - Mamá de Alejandra
- Rudy Garza - Jose
- Roberto Alanís - Ricardo
- Carmen Maldonado - Sirvienta de la casa de Alejandra
- Yaya Mier - Señora de taxi.

## Banda sonora de la película
La banda sonora estuvo a cargo de:
- "Inspiración" - Benny Ibarra
- "Sigo Aquí" - Paloma Márquez
- "Muñeca" - Panda
- "Yo me enamoré de ti" - Benny Ibarra
- "Único" - Benny Ibarra
- "No dejes así este corazón" - Perfiles
- "Gripa y Mundial" - Panda
- "El fantoche" - Camila
- "Inspiración" - Paloma Márquez
- "Día" - Jumbo
- "Charles Funk" - Plastiko
- "Hoy" - Jumbo
- "Jaskaman" - Plastiko
- "Chiquilla cariñosa" - Los rancheritos de topo chico
- "Como ves tú" - Moenia
- "Popurrí del sirenito" - Erik Rubín
- "El reflejo de tus ojos" - El Círculo
- "Contigo" - Erik Rubín
- "Huir de ti" - Erik Rubín
- "Dame amor" - Erik Rubín